# Preta Rara
Joyce da Silva Fernandes, conocida por el nombre artístico de Preta Rara, (Santos, 13 de mayo de 1985) es una rapera, profesora de historia, feminista y activista brasileña. Destacó en la lucha contra la subordinación de las trabajadoras del hogar, enfocándose en su posición racializada, cuando dio vida al perfil de Facebook Eu, empregada doméstica en 2016, donde compartió denuncias de abusos a partir de la que creó un libro en 2019. Su trabajo contra los prejuicios también se extiende a cuestiones del cuerpo, siendo activista contra la discriminación de las mujeres con obesidad.

## Biografía
Es hija de una antigua empleada doméstica, Helena, y de un cartero, Jairo, y la mayor de dos hermanas y un hermano adoptivo. Su primera experiencia como cantante fue a los 10 años, cuando su madre la obligó a ir a la iglesia. Comenzó a hacer rimas a los 12 años. Fernandes trabajó durante siete años como empleada doméstica, al igual que las dos generaciones anteriores de su familia. En 2008, fue sorprendida por su empleadora leyendo una biografía de la política alemana Olga Benario, y ésta la animó a matricularse en la universidad.
Ingresó en la Universidad Católica de Santos en 2009, donde completó estudios de Historia. Poco tiempo después, ingresó como becaria en el Monumento Nacional Engenho dos Erasmos donde después fue contratada. Se convirtió en profesora de historia y dio clases a adolescentes durante siete años.

## Trayectoria
En 2005, Fernandes adoptó el nombre artístico de Preta Rara cuando creó Tarja Preta, uno de los primeros grupos de rap femenino en Santos. El grupo abrió varios shows de grupos de rap a nivel nacional y ganó varios premios en São Paulo, disolviéndose en octubre de 2013. Ese mismo año, lanzó la marca de accesorios "Audácia Afro Moda".
En 2015, lanzó su primer álbum en solitario, Audácia, de forma independiente. El álbum abordaba los temas habituales en la obra de Fernandes, como el racismo y la subordinación de las mujeres negras en la sociedad brasileña. El disco se realizó en forma de rimas y poesía, y narraba la trayectoria vital de la cantante y su activismo en los movimientos sociales, y contaba con participaciones especiales de otros artistas comoo GOG, Ieda Hills, DJ Caíque y DjDanDan.
En 2016, creó el perfil "Eu Empregada Doméstica" en la red social Facebook donde compartía situaciones de abuso a las que había sido sometida como trabajadora doméstica. La iniciativa sirvió para sacar a la luz las denuncias de miles de mujeres en situaciones similares, viralizándose y captando la atención de los medios brasileños e internacionales. En 2017, creó la Guía de los Derechos de las Trabajadoras del Hogar en colaboración con el Observatorio de los Derechos y Ciudadanía de la Mujer y el colectivo feminista Como uma Deusa. En el mismo 2017, ideó y presentó la serie web Nossa Voz Ecoa, disponible en YouTube, entrevistando a personalidades como Criolo, Erica Malunguinho, Liniker, entre otros. Esta webserie fue incluida en ProAc Cultura Negra/ 2016.
En 2019, Preta Rara publicó su primer libro con el mismo título que su perfil de Facebook Eu, Empregada Doméstica (Edições Letramento), con el subtítulo “El moderno cuartel de esclavos es el cuarto de la criada” como analogía. La obra fue presentada durante el Festival Literario de las Periferias (FLUP), en Río de Janeiro. El libro le garantizó la atención de los medios de comunicación internacionales, concretamente de la revista M del diario francés Le Monde, así como del The New York Times.
En 2020, debutó como presentadora en el programa Talk Five, retransmitido por GloboPlay, de la emisora de televisión TV Globo.

## Obra
- 2019 – Eu, empregada doméstica: a senzala moderna é o quartinho da empregada. Letramento. ISBN 9788595302891.[15]

## Reconocimientos
En 2018, fue nominada por la diputada federal Ana Perugini a la Medalla Mietta Santiago (medalla de oro), un galardón que como objetivo valorar iniciativas relacionadas con los derechos de las mujeres. Al año siguiente, en 2019, Fernandes recibió el Premio Beth Lobo a los Derechos Humanos de la Mujer por la Comisión de Defensa de los Derechos de la Persona Humana, Ciudadanía, Participación y Asuntos Sociales, de la Asamblea Legislativa del Estado de São Paulo.